# Courtoiskapel

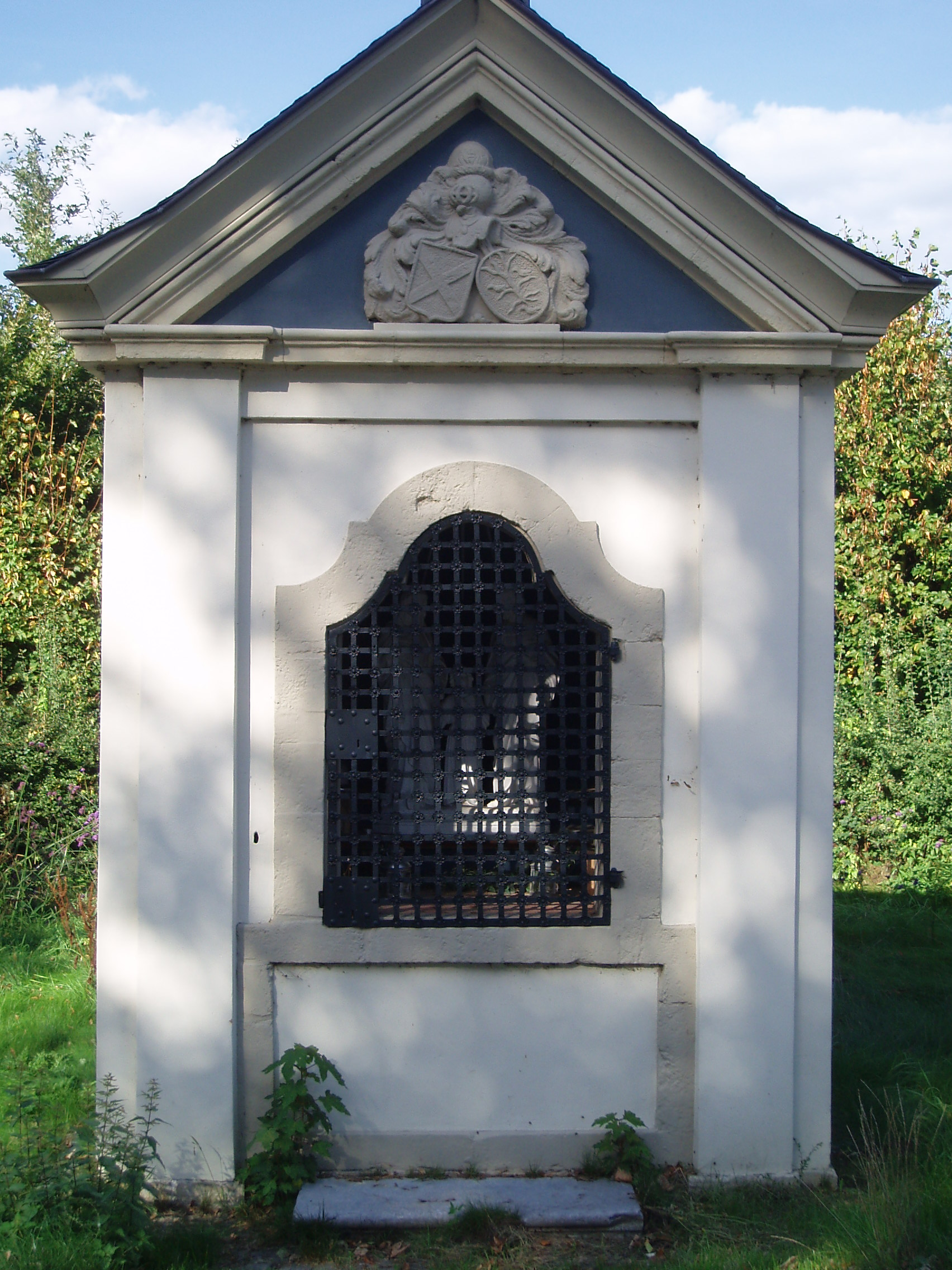
Courtoiskapel

De Courtoiskapel is een kapel in de Antwerpse plaats Boechout, gelegen aan de Alexander Franckstraat.
Al in 1558 was sprake van een aan Sint-Jacob gewijde kapel in Boechout. Op het fundament van deze kapel werd in 1678 door Charles Courtois een kapel gesticht om het dorp van pest te vrijwaren. In 1802 werd de kapel verplaatst.
De kapel is gewijd aan de Heilige Familie. De voorgevel wordt gedekt door een driehoekig fronton waarop zich het wapenschild van de familie Courtois-Bosschaert bevindt. De voorgevel heeft een getralied venster met een in- en uitgezwenkte boog.